# Пять золотых браслетов
«Пять золотых браслетов» (иное название — «Пять золотых лент») — научно-фантастический роман Джэка Вэнса. Первоначально роман был опубликован в журнальном формате в ноябре 1950 года в журнале Startling Stories. В 1953 году был выпущен в виде отдельной книги под названием «Космический пират» (англ. The Space Pirate). В 1963 году роман был сокращён и переименован в «Пять золотых браслетов» (англ. The Five Gold Bands).

## Сюжет
Пятеро потомков изобретателя космического двигателя имеют пять золотых ручных браслетов, являющихся своеобразными ключами к изобретению. Для получения возможности использовать двигатель главный герой должен убить этих потомков и задействовать их ключи.